# Tuilerije
Park Tuilerije (francosko Jardin des Tuileries, IPA: [ʒaʁdɛ̃ de tɥilʁi]) je mestni park  med Louvrom in Place de la Concorde v 1. okrožju Pariza v Franciji. Leta 1564 ga je ustanovila Katarina Medičejska kot park  Tuilerijske palače, leta 1667 je bil odprt za javnost in po francoski revoluciji postal javni park. Od 19. stoletja je to kraj, kjer Parižani praznujejo, se srečujejo, sprehajajo in sproščajo.

## Zgodovina

### Italijanski vrt Katarine Medičejske (16. stoletje)
- Načrt za palačo in vrtove Jacquesa I. Androueta du Cerceauja, 1576–1579
- Tloris Tuilerijskih vrtov okoli leta 1589. Louvre je desno.

Julija 1559 se je kraljica Katarina Medičejska po nesrečni smrti svojega moža Henrika II. odločila zapustiti svojo rezidenco Hôtel des Tournelles v vzhodnem delu Pariza, blizu Bastilje. Skupaj s svojim sinom, novim francoskim kraljem Francem II., drugimi otroki in kraljevim dvorom se je preselila v Louvrsko palačo. Pet let pozneje, leta 1564, se je odločila zgraditi novo rezidenco z več prostora za vrt. V ta namen je Katarina kupila zemljišče zahodno od Pariza, tik pred mestnim obzidjem Karla V. Na jugu meji na Seno, na severu pa na faubourg Saint-Honoré, cesto na podeželju, ki se nadaljuje z Rue Saint-Honoré. Od 13. stoletja so to območje zasedale tovarne za izdelavo ploščic, imenovane tuileries (iz francoske besede tuile, kar pomeni »ploščica«). Nova rezidenca se je imenovala Tuilerijska palača.
Katarina je naročila krajinskemu arhitektu iz Firenc, Bernardu de Carnesseju, da ustvari italijanski renesančni vrt za palačo. Novi vrt je bil petsto metrov dolg in tristo metrov širok zaprt prostor, ki ga je od nove palače ločil pas. Razdeljen je bil na pravokotne oddelke s šestimi potmi, oddelki pa so bili zasajeni s tratami, cvetličnimi gredami in majhnimi grozdi petih dreves, imenovanih quinconces; in, bolj praktično, z zelenjavo in trtami. Poleg tega je bil okrašen s fontanami, labirintom, jamo in podobami rastlin in živali iz fajanse, ki jih je izdelal Bernard Palissy, ki mu je Katarina naročila, da odkrije skrivnost kitajskega porcelana.
Razvoj vrta je prekinila državljanska vojna. Leta 1588 je moral Henrik III. na dan barikad francoskih verskih vojn pobegniti skozi vrt, da bi se izognil ujetju katoliške lige in se ni vrnil. Vrtovi so bili izropani. Vendar se je novi kralj Henrik IV. vrnil okoli leta 1595 in s svojim glavnim krajinskim vrtnarjem Claudom Molletom obnovil in polepšal vrtove. Henrik je zgradil chamille ali pokrito vrtno uto po dolžini vrta. Eno alejo so posadili z murvami, kjer je upal, da bo gojil sviloprejke in začel industrijo svile v Franciji. Zgradil je tudi pravokotno okrasno jezero 65 krat 45 metrov s fontano, ki jo je oskrbovala z vodo nova črpalka, imenovana La Samaritaine, ki je bila zgrajena leta 1608 na Pont Neufu. Območje med palačo in nekdanjim jarkom Karla V. je bilo spremenjeno v »Novi vrt« (Jardin Neuf) z velikim vodnjakom v središču. Čeprav Henrik IV. ni nikoli živel v Tuilierijski palači, ki je bila nenehno v rekonstrukciji, je vrtove uporabljal za sprostitev in vadbo.

### Vrt Ludvika XIII. in Ludvika XIV. – francoski park (17. st.)
- Vrt Ludvika XIII. v letih 1649–51
- Le Nôtrejev Tuilerijski vrt v 17. stoletju, pogled proti zahodu proti bodočim Elizejskim poljanam, grafika Perelle
- Le Nôtrejev načrt Tuilerij, grafika Israëla Silvestra, 1671
- Vrtiljak od 5. do 6. junija 1662 v Tuilerijah ob praznovanju rojstva sina in dediča Ludvika XIV.

Leta 1610 je ob smrti svojega očeta Ludvika XIII., star devet let, postal novi lastnik Tuilerijskih vrtov. To je postalo njegovo ogromno igrišče – uporabljal ga je za lov in imel majhen živalski vrt eksotičnih živali. Na severni strani vrtov sta njegova mati in regentka Marija Medičejska zgradili hleve in jahalno šolo, Manége, ki je preživela do francoske revolucije, ko je bila uporabljena kot dvorana za sestanke revolucionarnega parlamenta.
Vrt je bil v celoti zaprt in ga je uporabljala izključno kraljeva družina, ko je bila v rezidenci, a ko sta bila kralj in dvor odsotna iz Pariza, so bili vrtovi namenjeni v užitek plemstvu. Leta 1630 so parter na zahodnem koncu vrta, med Louvrom in Tuilerijsko palačo, kjer je bil jarek starega mestnega obzidja, spremenili v parter cvetličnih gredic in poti. Ta parter se je spremenil v nekakšno igrišče za aristokracijo. Hčerka Gastona d'Orléansa in nečakinja Ludvika XIII., znana kot La Grande Mademoiselle, je tam imela dvor in postal je znan kot »Parterre de Mademoiselle«. Vendar pa je bila leta 1652 La Grande Mademoiselle izgnana iz dvorca in vrta, ker je podprla vstajo, Fronde, proti svojemu bratrancu, mlademu Ludviku XIV. Ludvik XIV. je dal prostor preoblikovati v veliko paradno igrišče. Ko se je 5. in 6. junija 1662 rodil njegov prvi otrok, je bil parter prizorišče za spektakularno krožno konjsko promenado plemstva, ki je počasi krožilo po parterju. To je postalo znano kot »carousel« (vrtiljak) in je dalo ime temu delu vrta.
Ludvik XIV. je hitro uvedel svoj občutek za red v vrtovih. Njegova arhitekta, Louis Le Vau in François d'Orbay, sta končno dokončala Tuilerijsko palačo in tako naredila pravo kraljevo rezidenco. Leta 1664 je Colbert, kraljevi nadzornik stavb, naročil krajinskemu arhitektu André le Notre|Andréju Le Nôtreju]], naj preoblikuje celoten vrt. Le Nôtre je bil vnuk Pierra Le Nôtreja, enega od vrtnarjev Katarine Medičejske, njegov oče Jean pa je bil tudi vrtnar v Tuilerijah. Takoj je začel spreminjati Tuilerije v formalni jardin à la française, slog, ki ga je najprej razvil v Vaux-le-Vicomte in izpopolnil v Versaillesu, ki temelji na simetriji, redu in dolgih perspektivah.
Le Nôtrejevi vrtovi so bili zasnovani tako, da jih je mogoče videti od zgoraj, s stavbe ali terase. Odpravil je ulico, ki je ločevala palačo in vrt in jo nadomestil s teraso, ki gleda navzdol na gredice, obrobljene z nizko živo mejo iz pušpana in napolnjene z motivi rož. V središče gredic je postavil tri okrasna jezerca s fontanami. Pred središčem prvega vodnjaka je postavil Grande Allée, ki se je raztezala 350 metrov. Na obeh straneh je zgradil še dve aleji, obdani s kostanji. Te tri glavne poti je prečkal z majhnimi pasovi, da bi ustvaril predelke, zasajene z različnimi drevesi, grmičevjem in rožami.
Na južni strani parka, ob Seni, je zgradil dolgo teraso, imenovano Terrasse du bord-de-l'eau, zasajeno z drevesi, s pogledom na reko. Drugo teraso je zgradil na severni strani, s pogledom na vrt, imenovano Terrasse des Feuillants.
Na zahodni strani vrta, poleg današnjega Place de la Concorde, je zgradil dve rampi v obliki podkve Fer á Cheval in dve terasi s pogledom na osmerokotno jezero Bassin Octogonal s premerom 60 m oziroma 70 m od kota do kota, z enim vodnjakom v sredini z vodnim curkom višine 12 m, dodatni močni vodni curki od vsakega kota do središča. Terase uokvirjajo zahodni vhod v vrt in nudijo še eno razgledno točko za pogled na vrt od zgoraj.
Le Nôtre je želel, da se njegova velika perspektiva od palače do zahodnega konca vrta nadaljuje zunaj vrta. Leta 1667 je izdelal načrte za drevored z dvema vrstama dreves na obeh straneh, ki bi se nadaljeval proti zahodu do sedanjega Rond-Point des Champs Élysées.
Le Nôtre in njegovih sto zidarjev, vrtnarjev in zemeljskih delavcev je delalo na vrtovih od leta 1666 do 1672. Leta 1682 pa je kralj, jezen na Parižane, ker so se upirali njegovi oblasti, zapustil Pariz in se preselil v Versailles.
Leta 1667 so na željo slavnega avtorja Trnuljčice in drugih pravljic Charlesa Perraulta Tuilerije odprli za javnost, z izjemo beračev, hlapcev in vojakov. To je bil prvi kraljevi vrt, ki je bil odprt za javnost.

### Ludvik XV. in Ludvik XVI. – poleti z baloni, invazija in revolucionarne slovesnosti
- Prvi polet z vodikom napolnjenega balona z vrta 1. decembra 1783
- Boji v Tuilerijah in poboj švicarskih gardistov, 10. avgust 1792
- Ludvik XVI. se zagovarja na sojenju v Salle du Manège ali jahalni šoli v vrtovih, 26. decembra 1792
- Slovesnost kulta najvišjega bitja v narodnem vrtu (Tuilerije), 1794

Po smrti Ludvika XIV. je petletni Ludvik XV. postal lastnik Tuilerij. Leta 1719 sta bili dve veliki konjeniški skupini kipov, La Renommée in Mercure, delo kiparja Antoina Coysevoxa, pripeljani iz kraljeve rezidence v Marlyju in postavljeni na zahodni vhod v vrt. Drugi kipi Nicolasa in Guillauma Coustouja, Corneilla in Clèva, Sebastiena Slodza, Thomasa Regnaudina in Coysevoxa so bili postavljeni vzdolž Grande Allée. Za lažji dostop do vrta so na zahodnem koncu čez jarek postavili nihajni most. Ustanovitev trga Ludvika XV. (zdaj Place de la Concorde) je ustvarilo veličastno preddverje vrta, čeprav so vhod na severno stran vrta, preden je Napoleon zgradil Rue Saint-Honore, ovirale rezidence, samostani in zasebni vrtovi.
Nekatere praznike, kot je 25. avgust, praznik svetega Ludvika, so praznovali s koncerti in ognjemeti v parku. V parku so postavili majhne stojnice s hrano, stole si je bilo mogoče izposoditi za majhno plačilo.[8] Javna stranišča so bila dodana leta 1780.
Jacques Alexandre César Charles in Nicolas Louis Robert sta 1. decembra 1783 iz vrta izvedla znameniti zgodnji dvih z balonom, prvi prosti let vodikovega balona s posadko. Kralj je let opazoval s stolpa palače. Prvega preizkusa balona se je udeležil prvi ameriški veleposlanik v Parizu Benjamin Franklin. Balon in potniki so varno pristali v kraju Nesles-la-Vallée, enaintrideset milj od Pariza.
6. oktobra 1789, ko se je začela francoska revolucija, so kralja Ludvika XVI. in družino proti njegovi volji pripeljali v Tuilerijsko palačo. Vrt je bil dopoldne rezerviran izključno za kraljevo družino, nato pa popoldne odprt za javnost. Kraljica Marija Antoaneta in dofen sta dobila del vrta v zasebno uporabo, najprej na zahodnem koncu Promenade Bord d'eaux, nato na robu trga Ludvika XV.
Po kraljevem neuspelem poskusu pobega iz Francije 21. junija 1791 so kralja in družino dali v hišni pripor v palačo. Kraljeva družina je smela hoditi po parku zvečer 18. septembra 1791, med festivalom, organiziranim v počastitev nove francoske ustave, ko so bile poti parka osvetljene s piramidami in vrstami luči. Toda ko je revolucija dobila radikalnejši obrat, je 10. avgusta 1792 drhal vdrla v palačo, kralj je bil zaprt, kraljevi švicarski stražarji pa so bili preganjani po vrtovih in masakrirani.
Nova revolucionarna vlada, Nacionalna konvencija, se je sestala v Salle du Manège, nekdanji jahalni akademiji v severozahodnem kotu vrtov, ki je bila največja sejna dvorana v mestu. Ludviku XVI. je narodna konvencija sodila v Manegeu in ga obsodila na smrt. Potem ko so Tuilerije postale nacionalni vrt (Jardin National) nove Francoske republike. Konvencija je ukazala, da se kipi iz nekdanjih kraljevih vrtov Marly, Versailles in Fontainebleau pripeljejo v Pariz in postavijo v Narodni vrt. Izvirniki so zdaj v Louvru, kopije pa zasedajo svoje mesto v vrtovih.
Vrt so uporabljali tudi za praznovanje revolucionarnih praznikov in festivalov. 8. junija 1794 je Robespierre v Parizu organiziral niz dogodkov v čast kultu Najvišjega bitja, scenografijo in kostume pa je oblikoval Jacques-Louis David. Otvoritveni dogodek je potekal v Tuilerijah. Po hvalnici, napisani za to priložnost, je Robespierre zažgal lutke, ki so predstavljale ateizem, ambicioznost, egoizem in lažno preprostost, ter razkril kip Modrosti. Slovesnost se je nato preselila na večji dogodek na Champs de Mars. Dva meseca kasneje je bil Robespierre obtožen pretirane ambicioznosti, aretiran in poslan na giljotino.
Med njihovim napadom so bili vrtovi močno poškodovani, veliko poslopij je bilo požganih. Nacionalna konvencija je prenovo vrtov zaupala slikarju Jacquesu-Louisu Davidu in njegovemu svaku, arhitektu Augustu Chevalu de Saint-Hubertu. Zamislila sta si vrt, okrašen z rimskimi portiki, monumentalnimi verandami, stebri in drugim klasičnim okrasjem. Projekt Davida in Saint-Huberta ni bil nikoli dokončan. Vse, kar je danes ostalo, sta dve eksedri, polkrožno nizko obzidje, okronano s kipi ob dveh ribnikih v središču vrta.

### Zgodnje 19. st. – Napoleonov vrt in obnova
Napoleon Bonaparte se je preselil v Tuilerijsko palačo 19. februarja 1800, malo preden se je razglasil za cesarja in začel delati izboljšave, da bi ustrezala cesarski rezidenci. Njegov glavni dodatek h kompleksu palače in vrta je bil Arc de Triomphe du Carrousel na velikem dvorišču med palačo in Louvrom. Ta je bil oblikovan po slavoloku zmage Septimija Severa v Rimu in je bil zasnovan kot slavnostni vhod v njegovo palačo.
Leta 1801 je Napoleon ukazal zgraditi novo ulico ob severnem robu vrta skozi prostor, ki so ga zasedali jahalna šola in hlevi, ki jih je zgradila Marija Medičejska, ter zasebni vrtovi aristokratov in samostanov ter verskih redov, ki so bili med revolucijo zaprti. Ta nova ulica je zavzela tudi del Terrasse des Feuillants, ki so jo zasedale kavarne in restavracije. Nova ulica, obrobljena z arkadami na severni strani, je bila po Napoleonovi zmagi leta 1797 poimenovana rue de Rivoli.
Napoleon je naredil nekaj sprememb tudi v notranjosti vrta. Še naprej je uporabljal vrt za vojaške parade in praznovanje posebnih dogodkov, vključno s prehodom lastne poročne procesije 2. aprila 1810, ko se je poročil z avstrijsko nadvojvodinjo Marie-Louise.
Po Napoleonovem padcu so se ruske in pruske čete utaborile na vrtu, obnovljeni monarhi pa so se preselili v Tuilerijsko palačo. Med julijsko revolucijo leta 1830 je vrt spet postal bojišče, na katerega so napadli nasprotniki monarhije. Kralja Karla X. je zamenjal ustavni kralj Ludvik Filip I. Ta ni hotel, da bi obiskovalci vrta hodili ob njegovem oknu, zato je dal velik cvetlični vrt zaščititi z jarkom, ki je bil ustvarjen, da bi njegovo bivališče v palači ločil od priljubljenih pešpoti. Zaradi tega je postal nepriljubljen med Parižani in prispeval k svojemu padcu leta 1848.

### Koncerti in promenade - vrt Louisa-Napoleona in Tretje republike
- Édouard Manet, La Musique aux Tuileries, 1862
- Camille Pissarro, Tuilerije v pomladnem jutru, 1899
- Ostanek Tuilerijske palače v vrtu
- Objava za Salon d'Automobile iz leta 1893 na vrtu

Leta 1852, po drugi revoluciji in kratkotrajni Drugi republiki, je cesar Napoleon III. postal lastnik vrta in naredil velike spremembe. Kraljevski rezervat znotraj vrta je razširil naprej proti zahodu do aleje sever–jug, ki je prečkala veliko okroglo kotlino. Vrtove je okrasil z gredicami eksotičnih rastlin in rož ter novimi kipi. Leta 1859 je Terrasse du bord-de-l'eau spremenil v igrišče za svojega sina, princa Imperial. Zgradil je tudi dva paviljona. Vrtni okraski, ki jih je dodal Napoleon III., so vključevali pokrito rokometno igrišče, Jeu de Paume in Oranžerijo. Na zahodnem vhodu je zgradil novo kamnito ograjo. Ko cesarja ni bilo v Parizu, običajno od maja do novembra, je bil celoten vrt, vključno z njegovim zasebnim vrtom in igriščem, odprt za javnost.
Leta 1870 so Prusi premagali in ujeli Napoleona III., Pariz pa je bil prizorišče vstaje Pariške komune. Nad palačo je plapolala rdeča zastava in obiskati jo je bilo mogoče za petdeset centimov. Ko je prispela vojska in se borila za ponovno zavzetje mesta, so komunardi namerno požgali Tuilerijsko palačo in poskušali zažgati tudi Louvre. Ruševine, ki so bile v notranjosti požgane, vendar z večinoma nedotaknjenimi zidovi, so bile leta 1883 porušene. Prazno mesto palače, med dvema paviljonoma Louvra, je postalo del vrta.
V vrtu je bilo dodanih na desetine kipov. Služil je tudi kot prizorišče velikih državljanskih dogodkov, kot je banket med pariško svetovno razstavo leta 1900, 22. septembra 1900 v čast dvaindvajset tisoč francoskih županov, ki je bil postrežen pod velikimi šotori. Tuilierije so bile polne zabave za javnost; akrobati, lutkovna gledališča, stojnice z limonado, čolni na jezerih, jahanje osličkov in stojnice z igračami. Bilo je srečanje za velike komercialne dogodke, kot je bil prvi pariški avtomobilski salon leta 1898. Na poletnih olimpijskih igrah leta 1900 so vrtovi gostili sabljaške dogodke.

### 20. in 21. stoletje – obnova in posodobitev
Med prvo svetovno vojno (1914-1918) so bili vrtnarji vpoklicani v vojsko, vzdrževanje vrta pa je bilo zmanjšano na minimum. Kipi so bili obdani z vrečami peska. Leta 1918 sta dve nemški topniški granati dolgega dosega padli na vrt.
V letih med obema svetovnima vojnama je bilo teniško igrišče Jeu de paume spremenjeno v galerijo, posvečeno sodobni umetnosti. Oranžerija, ki je bila prvotno uporabljena za hranjenje citrusov pozimi, je bila prav tako spremenjena v galerijo, pri čemer je vzhodno krilo namenjeno prikazu osmih slik iz serije Vodne lilije Clauda Moneta. Tam so jih postavili leta 1927, kmalu po Monetovi smrti.
Med drugo svetovno vojno so Nemci Jeu de paume uporabljali kot skladišče za umetnine, ki so jih ukradli ali zaplenili. V Oranžeriji je bila razstava dela nemškega kiparja Arna Brekerja, Hitlerjevega ljubljenca. Ob osvoboditvi Pariza leta 1944 so se med Nemci in francoskimi odporniki v vrtu zgodili številni boji. Monetove slike so bile med spopadi poškodovane. Leta 1946, po koncu druge svetovne vojne, je veliko mojstrovin iz zasebnih zbirk v Nemčiji odkrila francoska komisija za obnovo umetnin in spomenikov in jih pripeljala v Oranžerijo v okviru programa, da bi jih obnovili lastnikom ali preživelim družinskim članom.
Do 1960-ih je bila večina skulptur v vrtu iz 18. ali 19. stoletja. V letih 1964–65 je André Malraux, minister za kulturo predsednika Charlesa de Gaulla, odstranil kipe iz 19. stoletja, ki so obdajali Place du Carrousel, in jih nadomestil s sodobnimi skulpturami Aristida Maillola.
Leta 1994 je belgijski krajinski arhitekt Jacques Wirtz v okviru projekta Grand Louvre, ki ga je sprožil predsednik François Mitterrand, preuredil vrt Carrousel, dodal labirinte in pahljačo nizkih živih mej, ki se razprostirajo od slavoloka na trgu.
Leta 1998 so pod predsednikom Jacquesom Chiracom na vrtu postavili dela sodobnega kiparstva Jeana Dubuffeta, Henrija Laurensa, Étienna Martina, Henryja Moora, Germaine Richier, Augusta Rodina in Davida Smitha. Leta 2000 so bila dodana dela še živečih umetnikov; med njimi so dela Magdalene Abakanowicz, Louise Bourgeois, Tonyja Cragga, Roya Lichtensteina, Françoisa Morrelleta, Giuseppeja Penoneja, Anne Rochette in Lawrenca Weinerja. Istočasno je bil dodan še en ansambel treh del Daniela Dezeuza, Erika Dietmana in Eugèna Dodeigneja, imenovan Prière Toucher. Na začetku 21. stoletja sta si francoska krajinska arhitekta Pascal Cribier in Louis Benech prizadevala obnoviti nekatere zgodnje značilnosti vrta Andréja Le Nôtreja.
Z začetkom novembra 2021 bodo Grande Allée dodali 92 brestov, da bi poustvarili njen zgodovinski videz.

## Opis
Začetek na vzhodnem koncu, najbližje Louvru, je to nekaj glavnih značilnosti vrta.

### Jardin du Carrousel
- Trg in Jardin du Carrousel.
- Arc de Triomphe du Carrousel (1809), ki ga je zgradil cesar Napoleon za proslavo svojih zmag..
- Sprehajalci v Tuilerijah poleti 2022..

.
Ta del vrta, znan tudi kot Place du Carrousel, je bil včasih obdan z dvema kriloma Louvra in Tuilerijsko palačo. V 18. stoletju so ga uporabljali kot paradni prostor za konjenico in druge svečanosti. Osrednja značilnost je Arc du Triumph du Carrousel, zgrajen v čast Napoleonovih zmag, z nizkimi reliefnimi skulpturami njegovih bitk, ki jih je izdelal Jean Joseph Espercieux. Prvotno so bili na vrhu konji svetega Marka iz stolnice svetega Marka v Benetkah, ki jih je leta 1798 zasegel Napoleon. Leta 1815, po bitki pri Waterlooju in obnovi Bourbonov, so konje poslali nazaj v Benetke in jih leta 1826 nadomestila nova skupina kipov, ki jih je izbral obnovljeni monarh, ki predstavljajo zmagoslavje miru.
Dvignjena terasa med Carrouselom in preostalim vrtom je bila nekoč na sprednji strani palače. Potem ko je bila palača leta 1870 požgana, so iz nje naredili cesto, ki so jo leta 1877 spravili pod zemljo. Teraso krasita dve veliki vazi, ki sta bili nekoč v Versajskih vrtovih in dva kipa Aristida Maillola; Spomenik Cézannu na severu in Spomenik aux morts de Port Vendres na jugu.
Prekop Karla V. je ostanek prvotnih utrdb Louvrske palače, ki je bila takrat na robu mesta. V 14. stoletju ga je obnovil francoski kralj Karel V. Francoski Dve stopnišči, vzporedni z Arc du Triumph du Carrousel, vodita navzdol v jarek. Na zahodni strani jarka so sledi, ki so jih pustili boji med neuspešnim obleganjem Pariza s strani francoskega kralja Henrika IV. leta 1590 med francoskimi verskimi vojnami.
Od leta 1994 je jarek okrašen s kipi s pročelja stare Tuilerijske palače in z nizkimi reliefi, narejenimi v 19. stoletju med obnovo. Ti so bili prvotno namenjeni zamenjavi Napoleonovih reliefov na Arc de Triomphe du Carrousel, vendar niso bili nikoli postavljeni.

### Grand Carré
- Grand Bassin ali okrogel ribnik, ki je bil prvotno del zasebnega kraljevega vrta
- Grand Carré, s tremi ribniki. V ozadju je Musee d'Orsay

Grand Carré (Veliki trg) je vzhodni, odprti del Tuilierij, blizu Louvra, ki še vedno sledi formalnemu načrtu vrta à la française, ki ga je ustvaril André Le Notre v 17. stoletju.
Vzhodni del Grand Carréja, ki je obkrožal okrogel ribnik, je bil zasebni vrt kralja pod Ludvikom Filipom in Napoleonom III., ločen od preostalega dela Tuilerij z ograjo. Večina kipov v Grand Carréju je bila postavljena v 19. stoletju.
- Nimfa (1866) in Diane Chasseresse (Lovka Diana) (1869) Louisa Augusta Lévêqueja, ki označujeta začetek osrednje aleje, ki teče skozi park v smeri vzhod-zahod.
- Tigre terrassant un crocodile (Tiger premaga krokodila) (1873) in Tigresse portant un paon à ses petits (Tigrica prinaša pava svojemu mladiču) (1873), oboje avtor Auguste Cain, ob dveh majhnih okroglih ribnikih.

Velik okrogel ribnik obkrožajo kipi na teme iz antike, alegorij in antične mitologije. Kipi v nasilnih položajih se izmenjujejo s tistimi v spokojnih položajih. Na južni strani, začenši od vzhodnega vhoda velikega okroglega ribnika, so:
- La Misère (Beda) Jean-Baptista Huguesa (1905)
- Périclès distribuant les couronnes aux artistes (Periklej daje umetnikom krone) Jean-Baptiste Debay Pėre (1835)
- Le Bon Samaritain (Dobri Samarijan) Françoisa Sicarda (1896)
- Alexandre Combattant (Aleksander borec) Charlesa Nanteuila (1836)
- Cincinnatus Denis Foyatier (1834)
- Médée Paul Jean Baptiste Gasq (1896)

Na severni strani, ki se začne pri zahodnem vhodu v ribnik, so:
- Le Serment de Spartacus (Spartakova prisega) Louisa Ernesta Barriasa (1869)
- La Comédie Juliena Toussaint Rouxa (1874)
- Le Centaur Nessus enlevant Dėjanire (Kentaver Nessus odnaša Dejanire) Laurenta Honoréja Marquesta (1892)
- Thésée combattant le Minotaure (Tezej se bori z Minotavrom) Étienne-Jules Ramey (1821)
- Cassandre se met sous la protection de Pallas, Aimé Miller (1877)
- Caïn venant de tuer son frère Abel (Kajn po umoru svojega brata Abla) Henrija Vidala (1896)

### Grande Allée in Grand Couvert
Grand Couvert je osrednji, z drevesi pokrit del vrta. Deli ga Grande Allée, široka pot, ki vodi od okroglega ribnika do vrat Place de la Concorde. Večina dreves je sorazmerno nedavnih, le malo jih je iz začetka 19. stoletja ali prej. Couvert je bil obsežno ponovno zasajen v 1990-ih, od leta 1997 pa je bilo dodanih osemsto dreves. Neurje leta 1999 je povzročilo veliko škodo in podrlo številna najstarejša drevesa.
Dve kavarni na prostem v Grand Couvertu sta poimenovani po dveh slavnih kavarnah, ki sta bili nekoč na vrtu; café Very, ki je bila v 18.–19. stoletju na terasi des Feuillants; in café Renard, ki je bila v 18. stoletju priljubljeno zbirališče na zahodni terasi.
Aleje Couverta krasijo dve eksedri, nizki ukrivljeni steni, zgrajeni za prikaz kipov, ki so bili nameščeni med francosko revolucijo. Leta 1799 jih je dokončal Jean Charles Moreau in so edini ohranjeni elementi večjega predlaganega vrtnega načrta slikarja Jacquesa-Louisa Davida iz leta 1794. Zdaj jih krasijo mavčni odlitki modelov na mitološke teme iz parka Ludvika XIV. pri Marlyju.
Quercus robur ali hrast dob je bil leta 1992 zasajen na Esplanade des Feuillants v počastitev 200. obletnice Francoske republike. Je spomin na simbol »drevo svobode«, ki se je prvič pojavil v Ameriki pred ameriško revolucijo. Nato so jih sadili v vrtu in po Franciji med francosko revolucijo, kasneje, v francoski revoluciji leta 1848, pa je Ludvik XVI. sam zasadil prvo drevo svobode v Tuilerijah, a so ga po njegovi usmrtitvi posekali. Stilizirana upodobitev drevesa svobode krasi francoske kovance za en in dva evra.

### Esplanade des Feuillants
Terasa in Esplanade des Feuillants sta vzporedni široki poti, ki potekata ob ulici Rue de Rivoli na severni strani vrta. Teraso je prvotno v 17. stoletju ustvaril André Le Nôtre za Ludvika XIV.; nato je ločevala vrt od vrste samostanov, ki so mejili na vrt. Samostan Feuillantov, red nun, je dal platoju ime. Samostan je bil med revolucijo zaprt in spremenjen v klub za revolucionarno frakcijo, imenovano Feuillant. Široko sprehajališče ob njej je prvotno zasadil z murvami francoski kralj Henrik IV., nato pa s pomarančevci po francoski revoluciji. Zdaj je odprta in se uporablja za velike prireditve na prostem ali začasne paviljone. Gosti izbor kipov in spomenikov iz 19. in začetka 20. stoletja.

### Osmerokotni bazen in vhod iz Place de la Concorde
- Zahodna vrata v vrt, ki jih je zasnoval Ange-Jacques Gabriel
- Osmerokotni bazen in Grand Couvert, ki gleda proti Louvru
- Ob osmerokotnem bazenu, pogled proti Place de la Concorde

Načrt vrta na zahodnem koncu, ki meji na trg Place de la Concorde, je podoben načrtu Le Notrejevega izvirnega načrta. Osrednji element je velik osmerokotni bazen, priljubljen med pavzo za kosilo v pariških pisarnah in otrocih z miniaturnimi jadrnicami. Dve rampi v obliki podkve omogočata dostop do teras s pogledom na trg Place del la Concorde. V obdobju francoske obnove v začetku 19. stoletja je postalo znano kot »Mala Provansa« zaradi upokojenih vojakov, ki so tam preživljali ure na soncu.
Arhitekturo in okrašeno rešetko na vratih v vrt je leta 1757 zaznamoval Ange-Jacques Gabriel, kraljevi arhitekt Ludvika XV. in oblikovalec trga Place de La Concorde ter njegovih fontan, obeliska in okoliških stavb.
Osmerokotni bazen je obdan s skupino kipov, ki so bili tam nameščeni v 18. stoletju. Vključujejo alegorična dela, ki prikazujejo štiri letne čase, ki se izmenjujejo z junaškimi figurami iz starega Rima, vključno z Julijem Cezarjem, Hanibalom in Agripino-Plotino. To so kopije; originali so v Louvru.

### Oranžerija, Jeu de Paume in zahodna terasa Tuilerij
- Merkur jezdi Pegaza, (1701–02) Antoina Coysevoxa (1640–1720). Prvotno v Marlyju, leta 1719 prestavljen v Tuilerije in postavljen na zahodna vrata vrta. Leta 1986 so original marmorja preselili v Louvre in ga nadomestili s kopijo
- Musée de l'Orangerie, rastlinjak, spremenjen v galerijo za Monetove Vodne lilije
- Eva, Auguste Rodin, 1881–ca.1899, poleg oranžerije
- Narodna galerija Jeu de Paume, teniško igrišče, spremenjeno v umetniško galerijo

Dve zahodni terasi vrta gledata na Place de la Concorde in sta ločeni z uradnim vhodom in osrednjo osjo vrta. Terasa ob Seni je blizu starih zahodnih vrat Pariza, Porte de la Conference, ki jih je v 16. stoletju zgradil francoski kralj Henrik III. in so bila tam do leta 1720. V 17. stoletju je teraso zasedel slavni kabaret, la Garenne de Renard. Zdaj je dom Musée de l'Orangerie, ki ga je leta 1852 pod Napoleonom III. prvič zgradil arhitekt Firmin Bourgeois, da bi pozimi zaščitil agrume. Od leta 1927 je njegova glavna atrakcija serija osmih slik Clauda Moneta Vodne lilije. Prikazuje tudi zbirko slik impresionističnega slikarja Walter-Guillauma.
Na terasi Oranžerije so prikazana štiri kiparska dela Augusta Rodina: Le Baiser (1881–1898); Eve (1881) in La Grande Ombre (1880) ter La Meditation avec bras (1881–1905). Ima tudi sodobno delo, Grand Commandement blanc (1986) Alaina Kirilija.
Na severu vrta, poleg Rue de Rivoli, je Galerie nationale du Jeu de Paume. Prvotno je bilo igrišče za šport »Jeu de Paume«, obliko dvoranskega tenisa. Zgrajena je bila leta 1861 pod Napoleonom III. in povečana leta 1878. Postala je priloga Musée du Luxembourg, posvečena sodobni umetnosti izven Francije. Vsebovala je veliko zbirko impresionistične umetnosti od leta 1947 do leta 1986, ko so bila ta dela prenesena v novi Musee d'Orsay. Leta 1927 je postala prizidek Muzeja luksemburške palače za prikaz moderne in sodobne umetnosti.
Na terasi pred dvorano Jeu de Paume je prikazano opazno delo sodobnega kiparstva, Le Belle Constumé, umetnika Jeana Dubuffeta iz 20. stoletja.

## Umetnost
Od prvega vrta Marije Medičejske v 17. stoletju se Tuilerije uporablja za prikazovanje umetnosti in kipov. Najbolj znani primeri so serija Vodne lilije Clauda Moneta v Musée de l'Orangerie na terasi ob Place de la Concorde. Galerie nationale du Jeu de Paume, na severozahodnem vogalu terase bližje Rue de Rivoli, predstavlja spreminjajoče se eksponate moderne in sodobne umetnosti, vključno s fotografijo in drugimi mediji. Galerija v zgornjem nadstropju je osvetljena z naravno svetlobo.
Park prikazuje tudi široko paleto vrtnih skulptur iz obdobja Ludvika XIV. Številna sedanja klasična dela so kopije, izvirniki pa so v Louvru.

### Slike
- Detajl ene od osmih Les Nymphéas (lokvanjev) Clauda Moneta, postavljen v Oranžeriji leta 1927
- Soba z Vodnimi lilijami Musée de l'Orangerie

### Kipi 17.–18. stoletja
- Tibera, Pierre Bourdict (1685–1690)
- Nil, Lorenzo Ottoni (1687–1692), klančina do Oranžerije
- Poletje,blizu oktagonalnega bazena. Kopija dela Françoisa Baroisa (izvirnik je v Louvru)

Leta 1719 so štiri monumentalne skulpture postavili na vznožje klančin, ki vodijo do Oranžerije in Jeu de Paume. Vse štiri so alegorične upodobitve rek; Dva sta izvirnika iz poznega 17. stoletja; predstavljajo Tibero (Pierre Bourdict (narejeno 1685–1690)); Nil Lorenza Ottonija (1687-1692); drugi dve prikazujeta Seno in Marino ter Loaro in Loiret in sta kopiji del iz 18. stoletja.

### Kipi 19. stoletja
- Nimfa, Louis Auguste Lévêque, (1866). V Grand Carré, na začetku Grand Allée
- Tezej in Minotaver (1826), Jules Ramey, v the Grand Carré
- Spartakova prisega  (1871), Louis-Ernest Barrias (1841–1905)
- Auguste Rodin, 1881–1904, L'Ombre (Senca), bron (Zahodna terasa)
- Auguste Rodin, 1881–ca.1905, Méditation avec bras, bron
- Le Baiser (Poljub), Auguste Rodin, (1934 odlitek marmornega izvirnika), Zahodna terasa
- Lucius Quinctius Cincinnatus, Denis Foyatier (1793-1863)
- ILe de France, Aristide Maillol v Jardin du Carrousel
- Tiger se bori s krokodilom, Auguste Caïn (1873)
- Nosorog, ki sta ga napadla dva tigra, Auguste Caïn, bron, (1882)
- Dva leva se prepirata z merjascem, Auguste Caïn. Bronze, (1882)

### Kipi 20. stoletja
Leta 1964 je francoski kulturni minister Andre Malraux v vrt uvedel sodobno kiparstvo, odstranil številna dela iz 19. stoletja in jih nadomestil z deli Aristida Maillola.
- Poletje , Aristide Maillol (1911)
- Aristide Aillol, Reka, bron, (1938–1943), Jardin du Carrousel

V drugi polovici 20. stoletja je bil Grand Couvert preurejen z deli modernega in sodobnega kiparstva mednarodnih umetnikov, vključno z:
- L'Échiquier, Grand,(1959), Germaine Richier
- La Grande Musicienne, (1937), Henri Laurens
- Personnages III (1967), Étienne Martin
- Primo Piano II (1962), David Smith
- Confidence (2000), Daniel Dezeuze
- Force et Tendresse (1996), Eugène Dodeigne
- L'Ami de personne, (1999), Erik Dietman
- Manus Ultimus, (1997), Magdalena Abakanowicz
- Arbre des voyelles, (2000), Giuseppe Penone
- Brushstroke Nude (1993), Roy Lichtenstein
- Un, deux, tros, nous (2000), Anne Rochette
- Jeanette, (ok. 1933), Paul Belmondo
- Apollon, (ok. 1933), Paul Belmondo